# Arbeidsgeneeskunde
Arbeidsgeneeskunde is een erkende geneeskundige specialisatie in België.
Een arbeidsarts is een arts die de aanvullende specialisatie in Arbeidsgeneeskunde heeft gevolgd. De officiële titel is "arts-specialist in de arbeidsgeneeskunde". Sinds 2018 wordt de arbeidsgeneesheer wettelijk arbeidsarts genoemd.
De specialisatie tot bedrijfsarts in Nederland is hier grotendeels analoog aan, maar een arbeidsarts houdt zich niet bezig met ziekteverzuim.

## Criteria voor de erkenning
De specialisatie behelst een opleiding van 4 jaar. Dit omvat een specifieke theoretische opleiding van twee jaar en twee stagejaren in één of meer stagediensten.
Tijdens de stages neemt de arts deel aan de wetenschappelijke activiteiten in de arbeidsgeneeskunde die in onderlinge samenwerking georganiseerd worden door de universiteiten, de wetenschappelijke verenigingen en de stagemeesters. De arts legt ook een wetenschappelijk eindwerk voor.
De specialisatie is volgens richtlijn 2005/36/EU erkend in het EU - Buitenland.

## Criteria voor het behouden van de erkenning
Om erkend te blijven, oefenen de artsen-specialist in de arbeidsgeneeskunde de arbeidsgeneeskunde uit en leveren het bewijs dat zij hun kennis, bevoegdheden en medische prestaties in de arbeidsgeneeskunde onderhouden en ontwikkelen.

## Seminaries Arbeidsgeneeskunde
De seminaries Arbeidsgeneeskunde en de Vlaamse Universitaire Studiedag Arbeidsgeneeskunde (VUSA) worden georganiseerd door de 4 Vlaamse universiteiten die een postgraduate opleiding arbeidsgeneeskunde hebben (Katholieke Universiteit Leuven, Universiteit Antwerpen, Universiteit Gent en Vrije Universiteit Brussel), samen met de Vlaamse Wetenschappelijke Vereniging voor Arbeidsgezondheidskunde. De meeste aanwezigen zijn nog in opleiding of zijn al erkend als arts-specialist in de Arbeidsgeneeskunde.

## Functies
De arbeidsarts heeft de zorg voor de veiligheid, gezondheid en welzijn van de werknemer. De arbeidsarts heeft kennis van de belastende factoren in het werk en de (lichamelijke en geestelijke) belastbaarheid van de werknemer. De belastende factoren kunnen een risico zijn voor het ontstaan van schade aan de gezondheid. Het opsporen van deze gezondheidsrisico's en het adviseren in het nemen van preventieve maatregelen is dan ook een belangrijke taak. Daarnaast voert de arbeidsarts ook geregeld medische screenings uit bij het personeel, in het bijzonder bij risicogroepen.
Bepaalde beroepsgroepen hebben bijvoorbeeld een verhoogd risico tot het oplopen van infectieziekten die door vaccinatie kunnen vermeden worden. De arbeidsarts zal deze personen dan ook beschermen door het toedienen van vaccinaties.

## Van ARAB naar Codex
Het ARAB is geleidelijk aan vervangen door de Codex over het welzijn op het werk.
Welzijn op het werk werd geherdefinieerd tot het geheel van factoren met betrekking tot de arbeidsvoorwaarden waarin het werk wordt uitgevoerd:
- Veiligheid op het werk
- De bescherming van de gezondheid van de werknemer
- De psychosociale belasting veroorzaakt door het werk
- De ergonomie
- De arbeidshygiëne
- De verfraaiing van de werkplaatsen en
- De door de bedrijven getroffen milieumaatregelen.

De "Diensten voor Preventie en Bescherming op het Werk" (de vroegere Arbeidsgeneeskundige Diensten) werden door de aanpassingen in de wetgeving verplicht om hun bevoegdheden significant uit te breiden. Vele interne diensten konden hierdoor niet blijven bestaan, en de laatste jaren is een steeds verdere shift naar Externe PBW's te zien. Hierin zijn de laatste jaren ook verschillende fusies opgetreden, waardoor er nu nog 14 erkende EDPBW's in België bestaan (zie ook het navigatiesjabloon onderaan het artikel).

## Knelpuntberoep
Door het dalend aantal geneeskundestudenten is er een relatief groter aantal stageplaatsen vrij voor de verschillende specialisaties. Hierdoor komen er de laatste jaren een te laag aantal arbeidsartsen in opleiding om de vacante functies in te vullen. Het absolute aantal arbeidsartsen is hierdoor aan het afnemen.
Er zijn door aanpassingen in de Belgische wetgeving een aantal nieuwe functieomschrijvingen die onderworpen zijn aan een periodiek onderzoek. De belangrijkste aanpassing is het invoeren van de "waakzaamheidsfunctie". Deze werknemers moeten beoordeeld worden op hun capaciteit om adequaat te reageren op elke gebeurtenis of evolutie die een reële of potentiële dreiging inhoudt. Het aantal onderzoeken neemt hierdoor toe. Hierdoor ontstaat er tevens een relatief tekort aan arbeidsartsen, waardoor hun functie steeds meer wordt beperkt tot het uitvoeren van de periodieke medische onderzoeken.